# United Jersey Bank Classic 1987
United Jersey Bank Classic 1987 — жіночий тенісний турнір, що проходив на відкритих кортах з твердим покриттям Ramapo College у Мава (США). Належав до турнірів 3-ї категорії в рамках Світової чемпіонської серії Вірджинії Слімс 1987. Турнір відбувся вдесяте і тривав з 24 серпня до 30 серпня 1987 року. Третя сіяна Мануела Малеєва здобула титул в одиночному розряді.

## Фінальна частина

### Одиночний розряд
Мануела Малеєва —  Сільвія Ганіка 1–6, 6–4, 6–1

### Парний розряд
Джиджі Фернандес /  Лорі Макніл —  Енн Гоббс /  Елізабет Смайлі 6–3, 6–2